# ガンデン寺

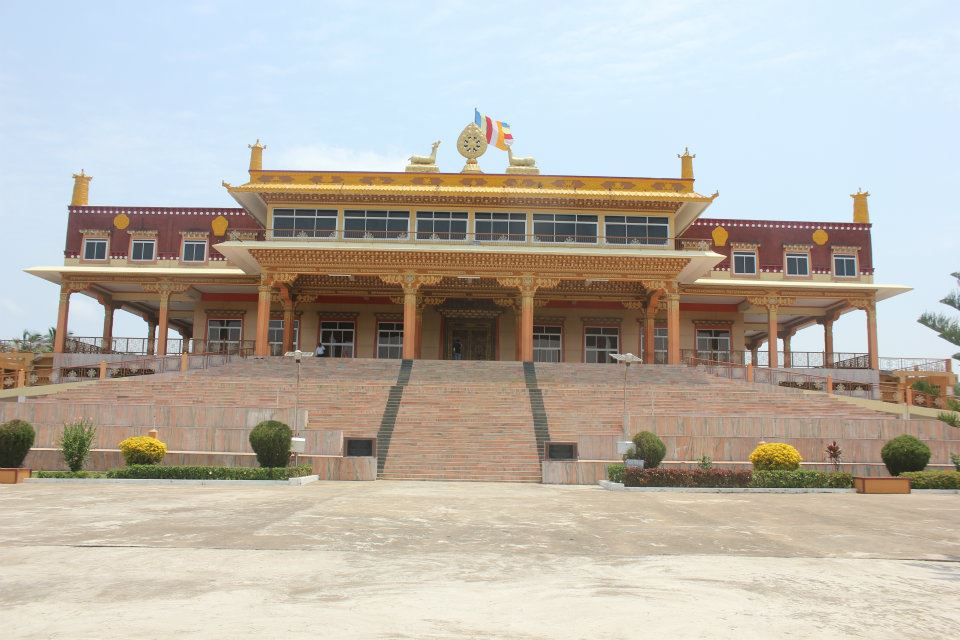
カルナタカ州ムンゴッドにあるガンデン寺

ガンデン寺（蔵: dga' ldan）は、セラ寺、デプン寺と共にチベット3大ゲルク派（黄教）寺院の1つ。「ガンデン」は兜率天（弥勒菩薩の修行する浄土）を意味する。

## 概要
ラサから47km離れたタクツェ県のキチュ川（ラサ川）南岸のワンブル（旺波日）山の稜線近く、標高4200メートルあまりの位置に諸堂や僧坊が位置する。3大寺院のうちラサから最も離れており、参拝者や観光客は最も少ない。しかしながらゲルク派の創始者ツォンカパが1409年に自ら建立した寺院でありゲルク派の総本山として政治的権力を持った。そしてツォンカパの法座を継承する歴代のゲルク派教主、すなわちガンデン・ティパはこの寺院の座主である。ガンデン・ティパはチベット仏教において、ダライ・ラマ、パンチェン・ラマに次ぐ権力をもつ。
漢字表記は「甘丹寺」。また清の世宗（雍正帝）は永寿寺の名を贈っている。また、稜線上につけられている巡礼路からはキチュ川（ラサ川）の大展望が楽しめる。

## 縁起

### 開山
当寺の建立と、宗祖ツォンカパの座主への就任をもってゲルク派の立宗とする(1409年)。

### 破壊とインドへの脱出、故地での再建
1959年以降のチベット動乱の際ダライ・ラマ側の拠点となったこともあり、文化大革命の際徹底的に破壊され、廃墟となった。チベット動乱の際にチベットを脱出した寺院組織はインドに受け入れられ、南インドのカルナタカ州ムンゴッド(Mundgod)で伽藍を再建し、活動を続けている。
ラサ郊外の旧境内でも、チベットに残留した人々により寺院としての活動が再開され、1981年から修復工事が開始され、2008年現在ツォンカパの霊塔を納めるヤンパチェン、ガンデン寺座主の黄金座があるセルティカン、歴代座主の住坊ティクトカン等が修復され、かつての威容をかなり取り戻しつつあるが、未だに完全な復興がなされたとは言いがたい。ツォンカパの霊塔に保存されていた遺体は、文化大革命の破壊の際に散逸し、再建された霊塔に現在は僅かに回収された遺骨などが納められている。

## 歴代座主
宗祖ツォンカパが1409年に座主職に就いて以来、2009年10月現在まで、歴代ガンデン・ティパは102人をかぞえる。2009年10月段階のガンデン・ティパは、ラダック出身の第102代リゾン・リンポチェ。